# Leptomiza bilinearia
Leptomiza bilinearia är en fjärilsart som beskrevs av John Henry Leech 1897. Leptomiza bilinearia ingår i släktet Leptomiza och familjen mätare. Inga underarter finns listade i Catalogue of Life.